# Cipérez
Cipérez là một đô thị ở tỉnh Salamanca, phía tây Tây Ban Nha, cộng đồng tự trị Castile-Leon. Đô thị này có cự ly 60 kilômét so với thành phố tỉnh lỵ Salamanca và có dân số 410 người.
Đô thị này có diện tích 104,66 km².
Đô thị này nằm ở khu vực có độ cao 769 mét trên mực nước biển tại khu vực trung tâm.
Mã số bưu chính là 37216.